# Moldavische parlementsverkiezingen april 2009
De Moldavische parlementsverkiezingen van april 2009 werd op 5 april 2009 gehouden. De verkiezingen werden gewonnen door de communistische PCRM van president Vladimir Voronin. De opkomst van 59,49%. De 200 waarnemers van de OVSE in Moldavië zeiden dat de verkiezingen eerlijk waren verlopen. Het nieuwe parlement zou in eerste instantie een nieuwe president kiezen, maar dat mislukte (zie hieronder). De nieuwe parlementsvoorzitter werd Vladimir Voronin zelf, die af moest treden als president na twee termijn.

## Voorlopige uitslag
| Partij                                                                                 | Stemmen' | %     | zetels | % zetels |
| -------------------------------------------------------------------------------------- | -------- | ----- | ------ | -------- |
| Communistische Partij van Moldavië (Partidul Comuniștilor din Republica Moldova, PCRM) | 760.551  | 49,48 | 60     | 59,41    |
| Liberale Partij van Moldavië (Partidul Liberal)                                        | 201.879  | 13,13 | 15     | 14,85    |
| Liberaal-Democratische Partij van Moldavië (Partidul Liberal Democrat din Moldova)     | 191.113  | 12,43 | 15     | 14,85    |
| Partij-Alliantie ons Moldavië (Partidul Alianța Moldova Noastră)                       | 150.155  | 9,77  | 11     | 10,89    |
| Totaal                                                                                 |          |       | 101    |          |

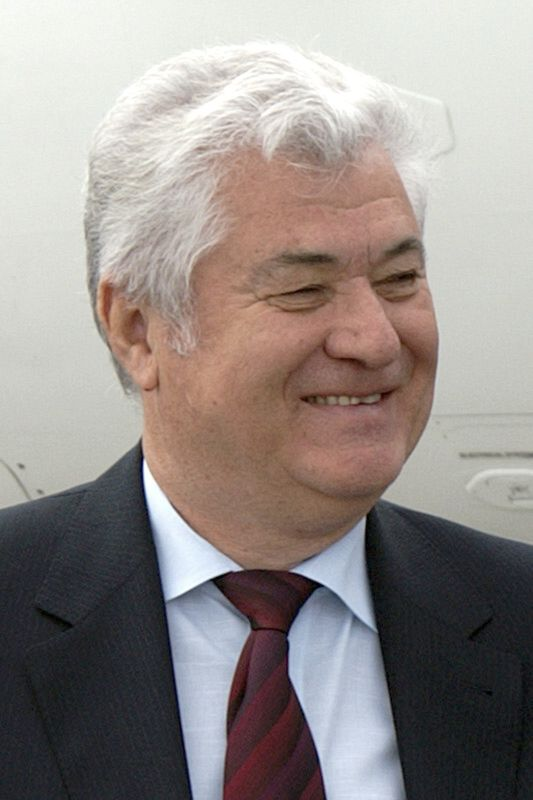
Vladimir Voronin (PCRM)

## Onlusten na de uitslag
Na het bekendmaken van de voorlopige uitslagen braken er onlusten uit in Moldavië. Volgens de oppositie zou er sprake zijn van fraude en eiste nieuwe verkiezingen. Op 6 en 7 april werd er door de oppositie demonstraties georganiseerd in de hoofdstad Chisinau.
Op 7 april werd uit protest het parlementsgebouw bestormd door studenten. Ooggetuigen zeiden dat de boze menigte de ramen insloeg en het gebouw binnenstormde. De demonstranten gooiden meubels naar buiten en staken die in brand. De veiligheidsdienst probeerde met traangas en waterkanonnen de menigte op afstand te houden. De prowesterse oppositie kondigde aan geen coalitie te vormen met de communisten, die ook pleitten voor sterke banden met Rusland. Na de bestorming van het parlementsgebouw zei de oppositie nieuwe verkiezingen te willen. Daarbij kwam een vrouw om het leven.
Een dag later werd het parlement weer heroverd door de oproerpolitie. De president gaf de schuld van de onrust aan de grote groep etnische Roemenen in het land en sprak over een staatsgreep. Hij zei dat buurland Roemenië de rellen had aangewakkerd. De Roemeense ambassadeur was het land uitgezet. Na de bestorming van het parlement, kwamen regering en oppositie overeen dat de stemmen opnieuw worden geteld. Ook nadat het parlement was ontzet, bleef het onrustig in het centrum van de hoofdstad.

### Foto's van de onlusten

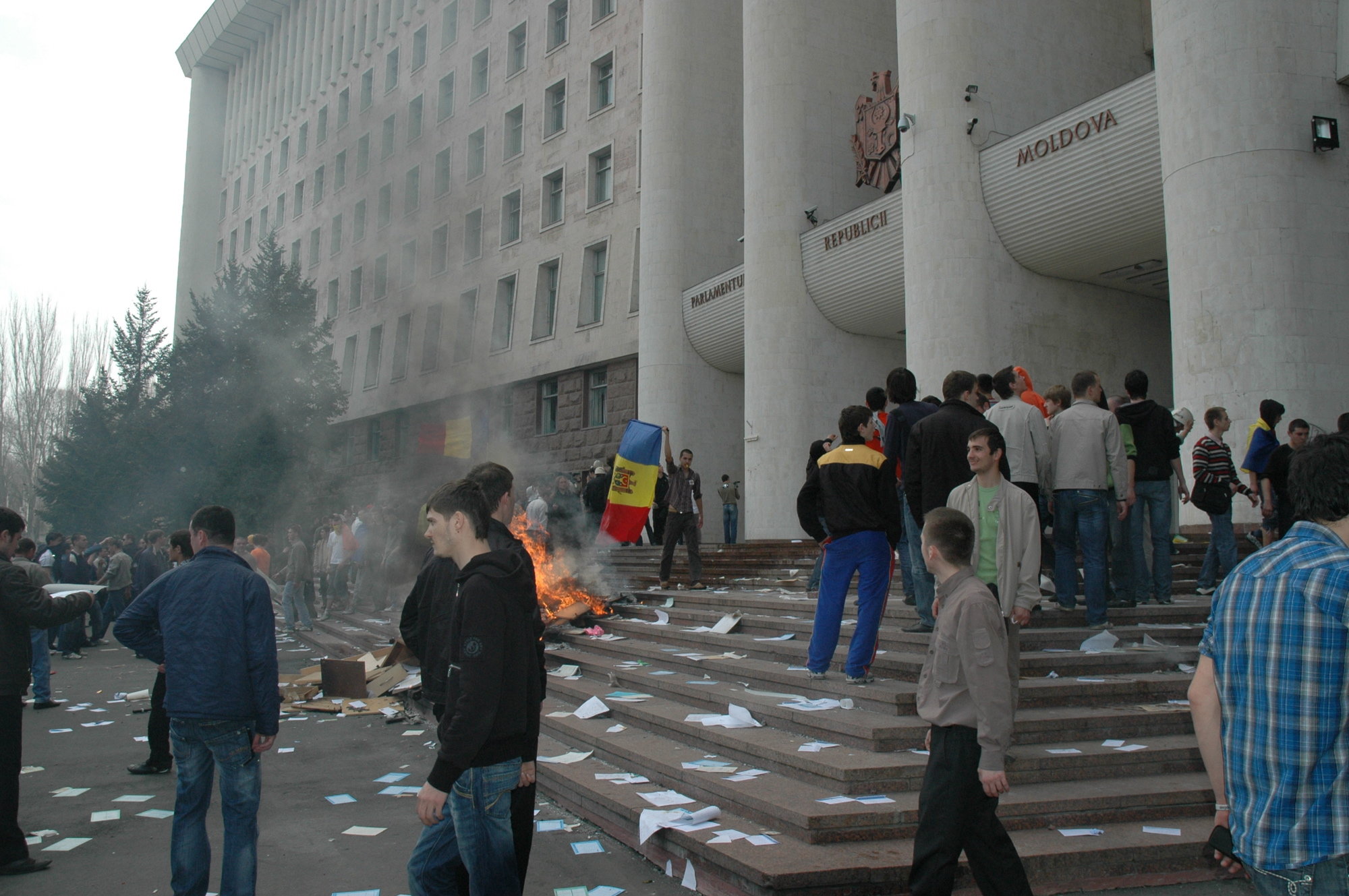
Protesten in Chisinau
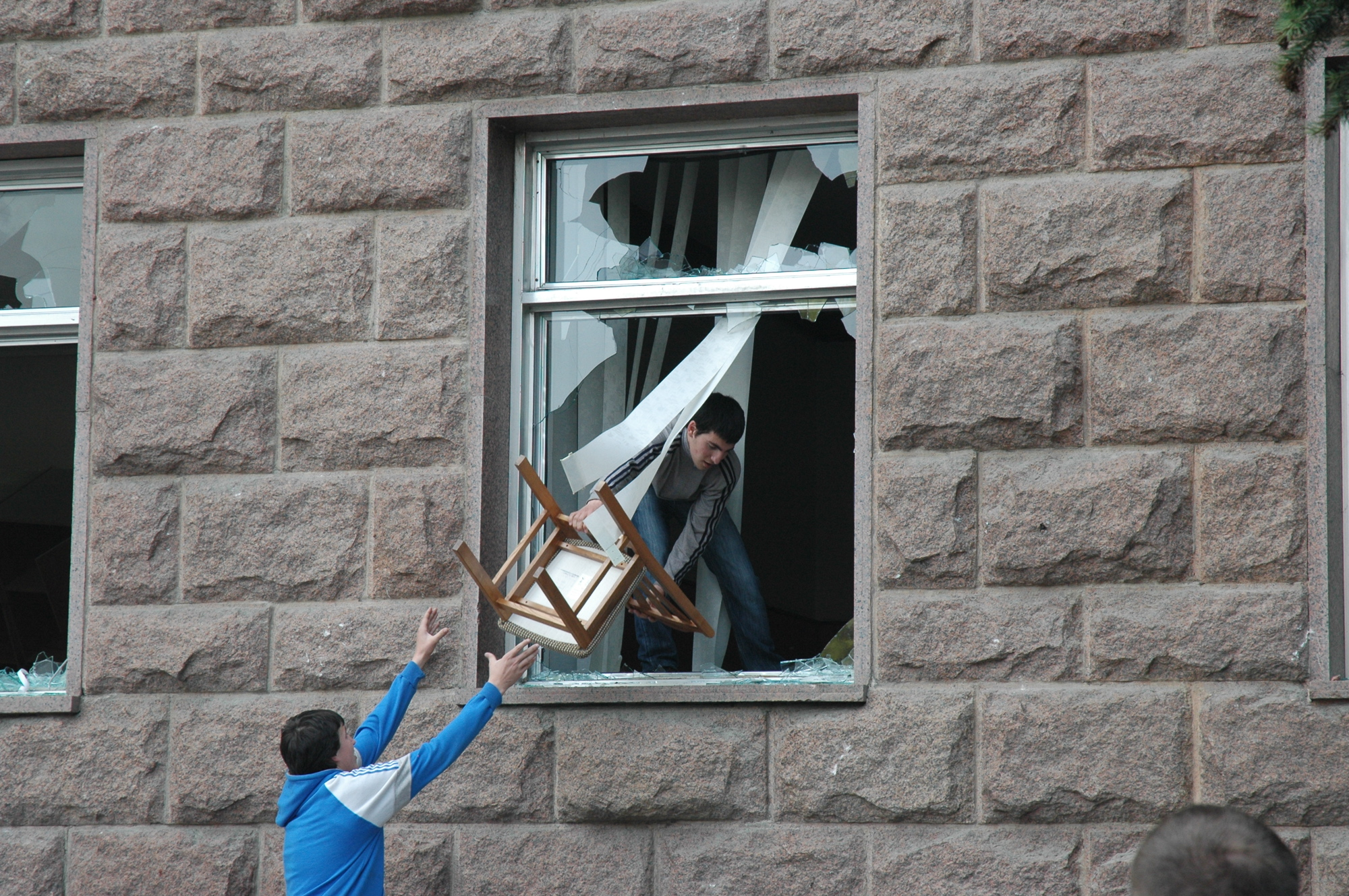
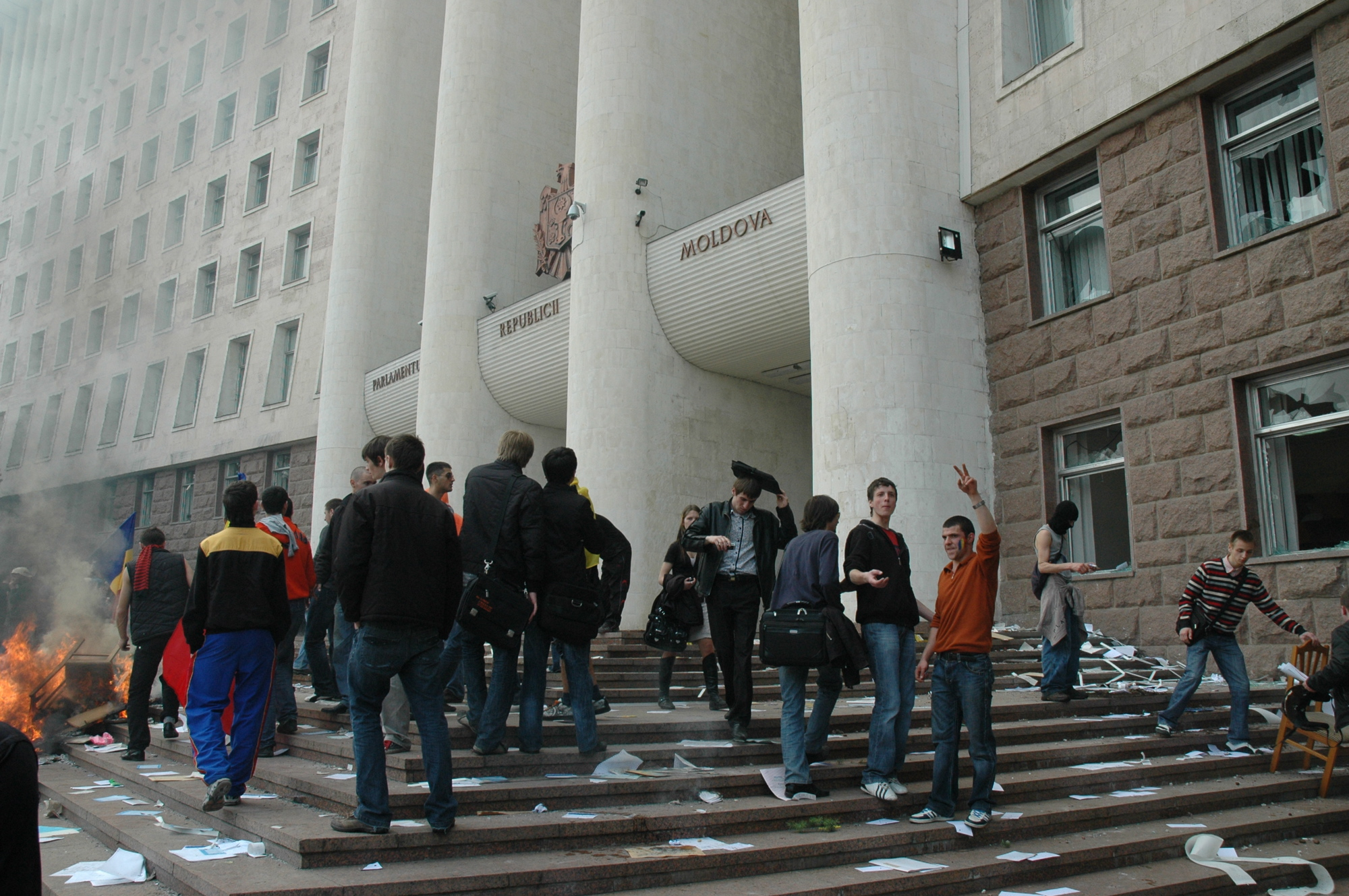
Betogers voor het parlement
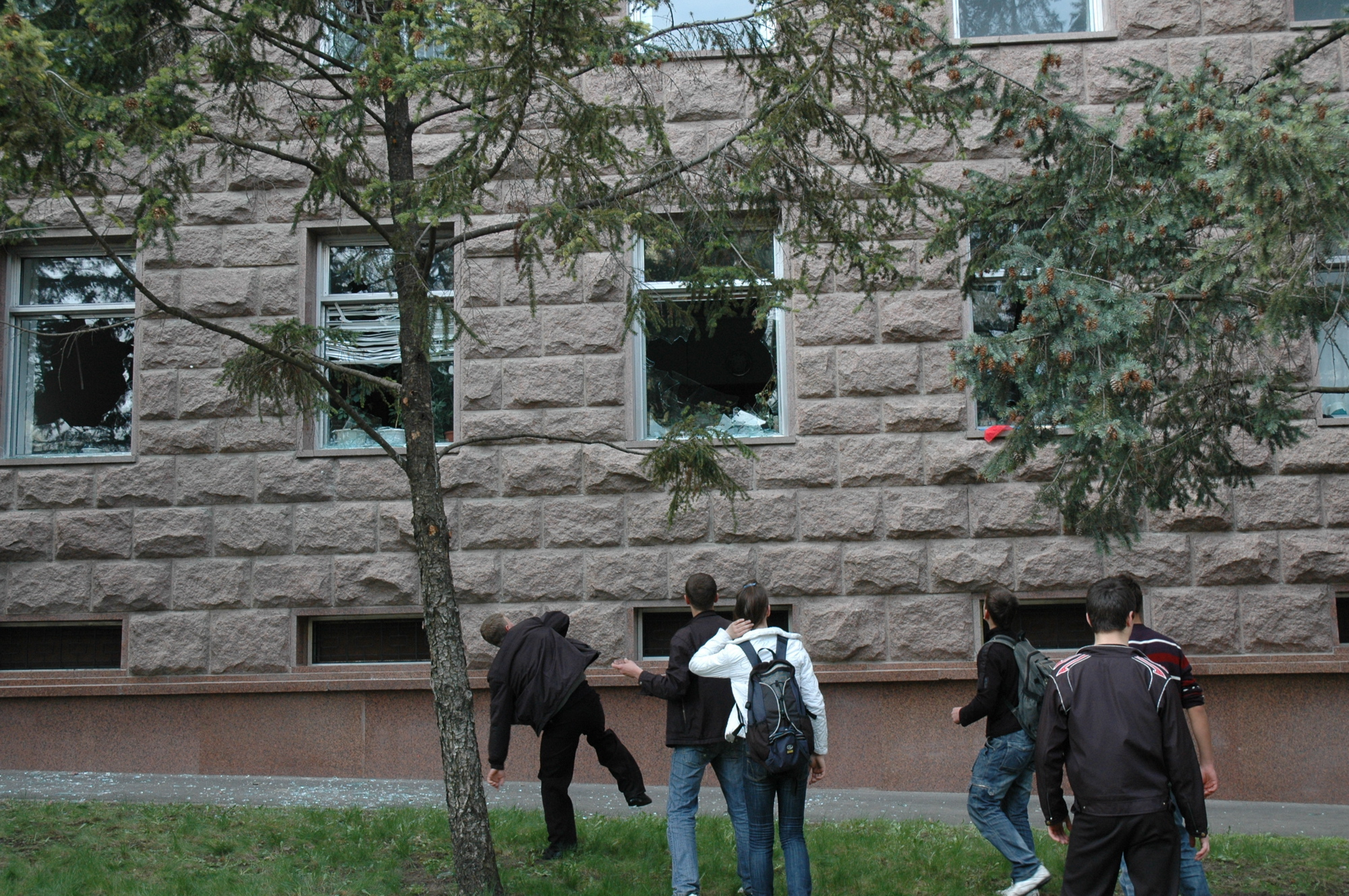
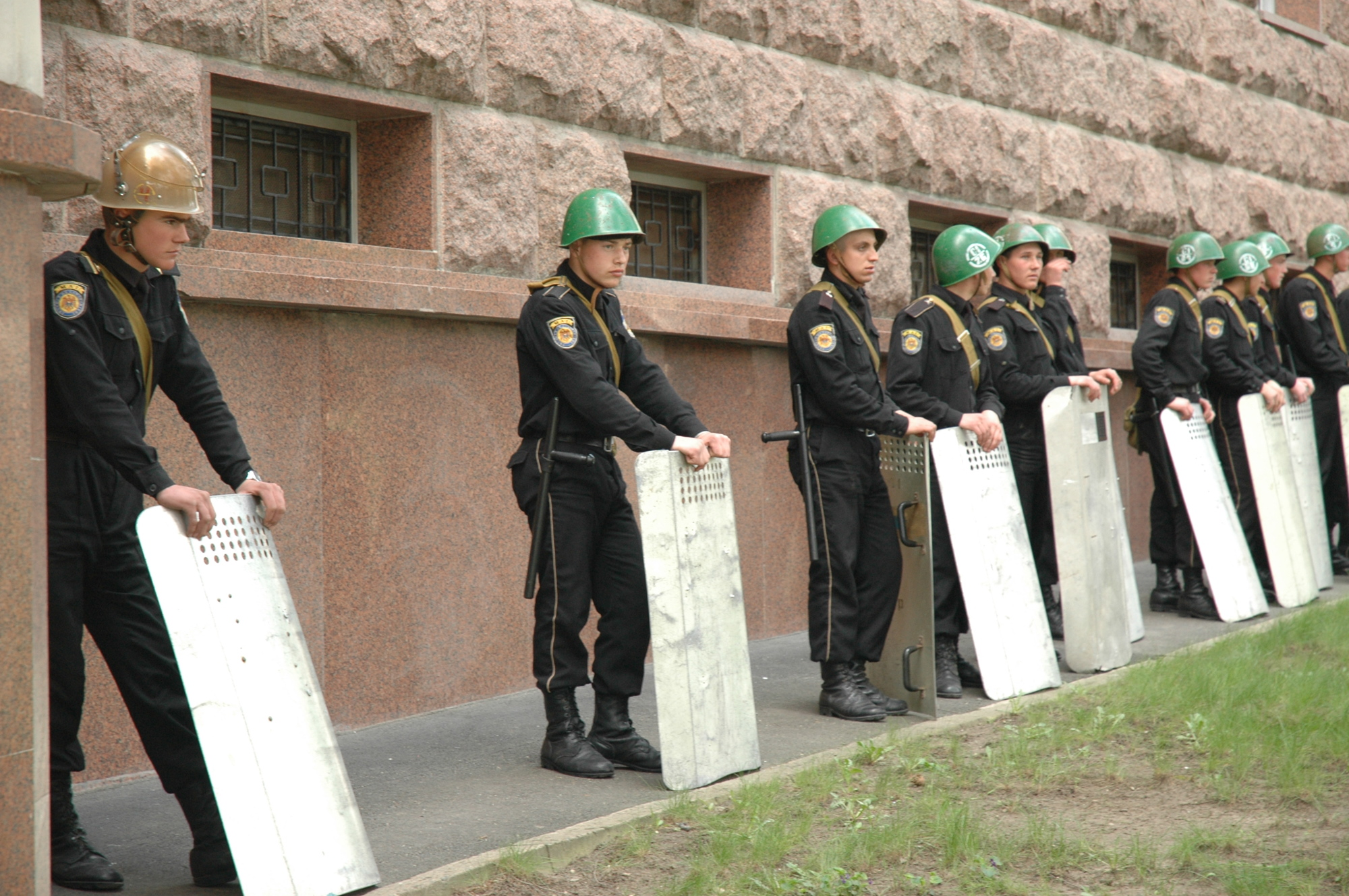
Oproerpolitie in Chisinau
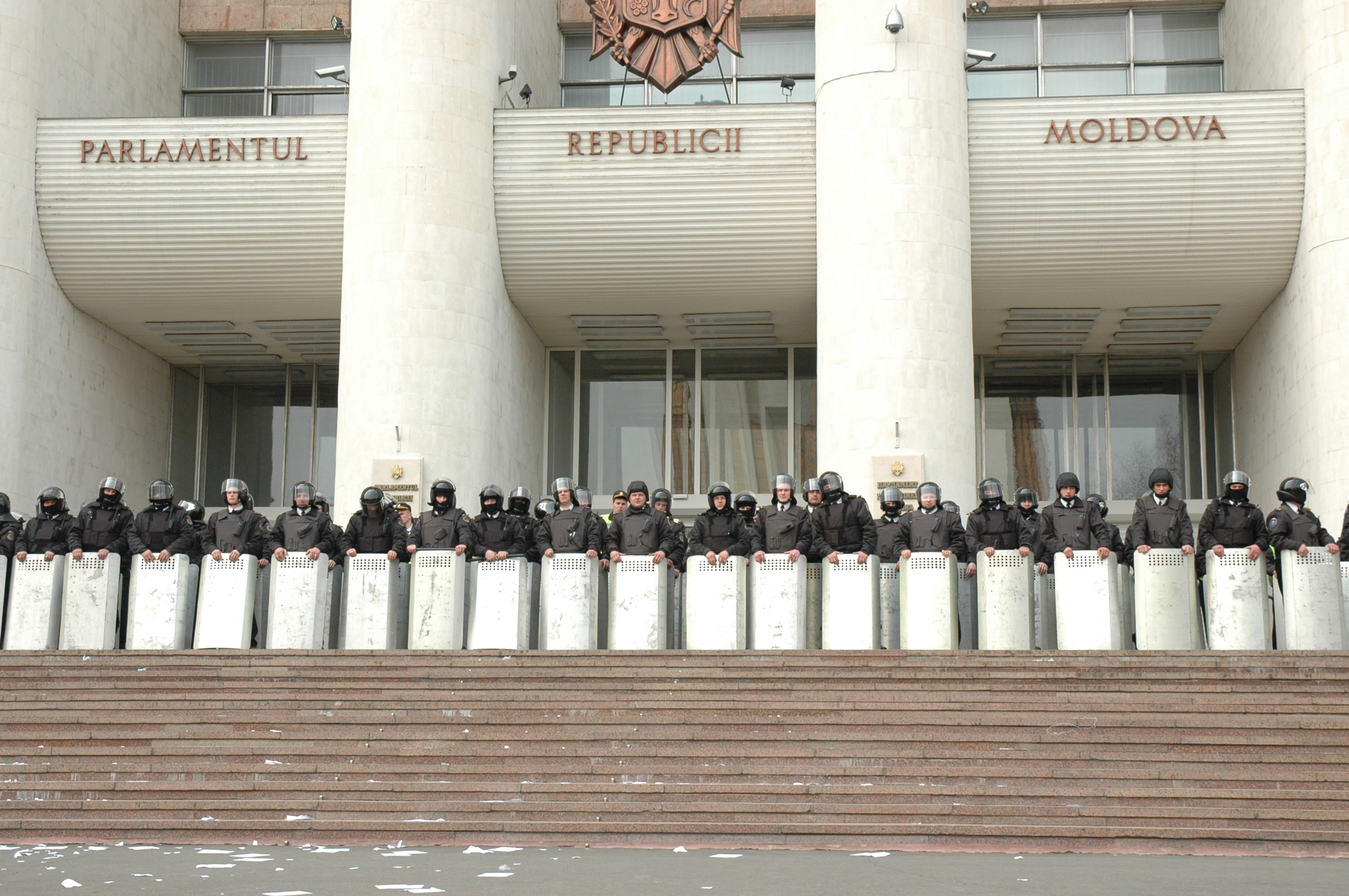
Oproerpolitie voor het parlement
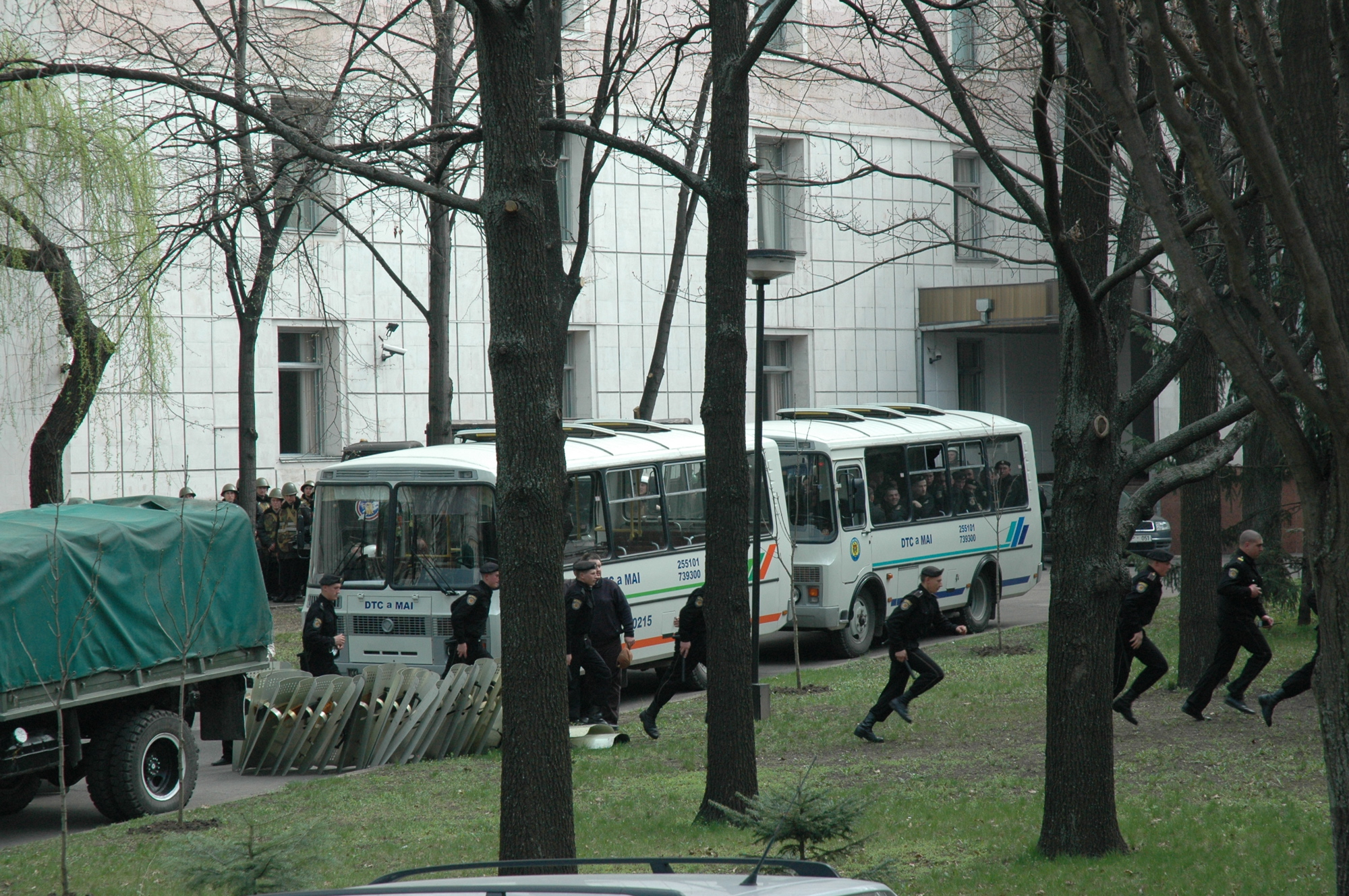
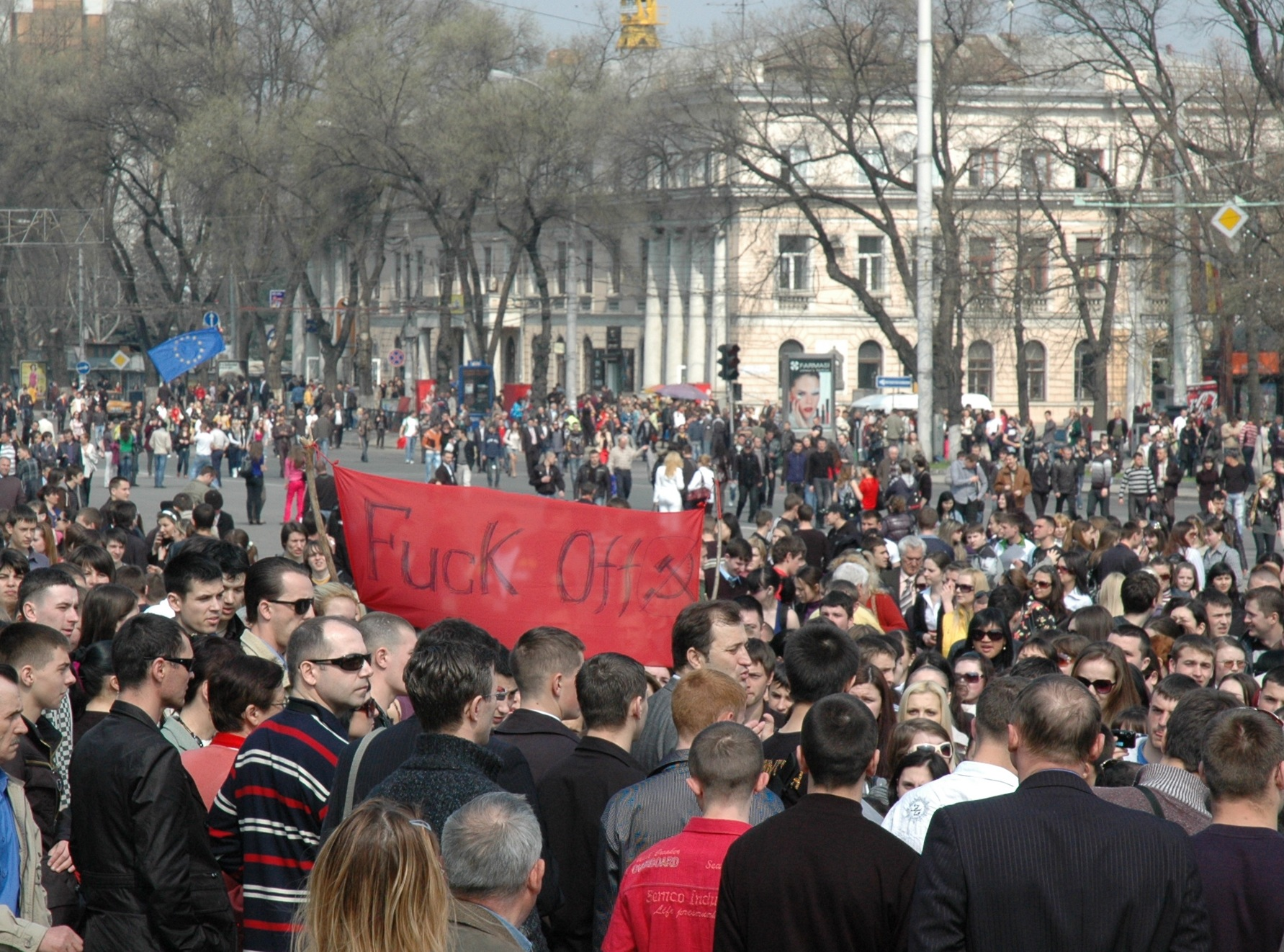
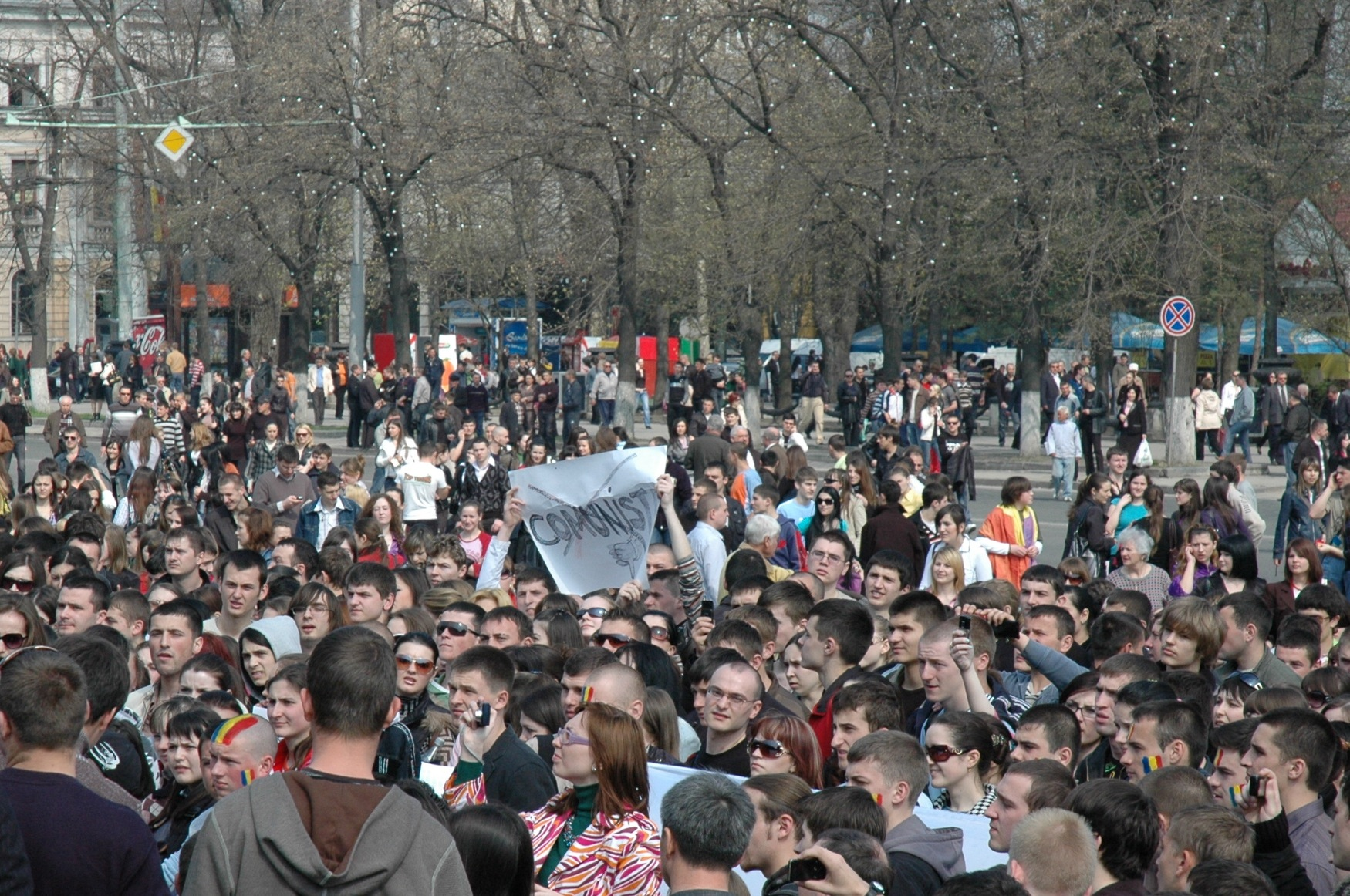
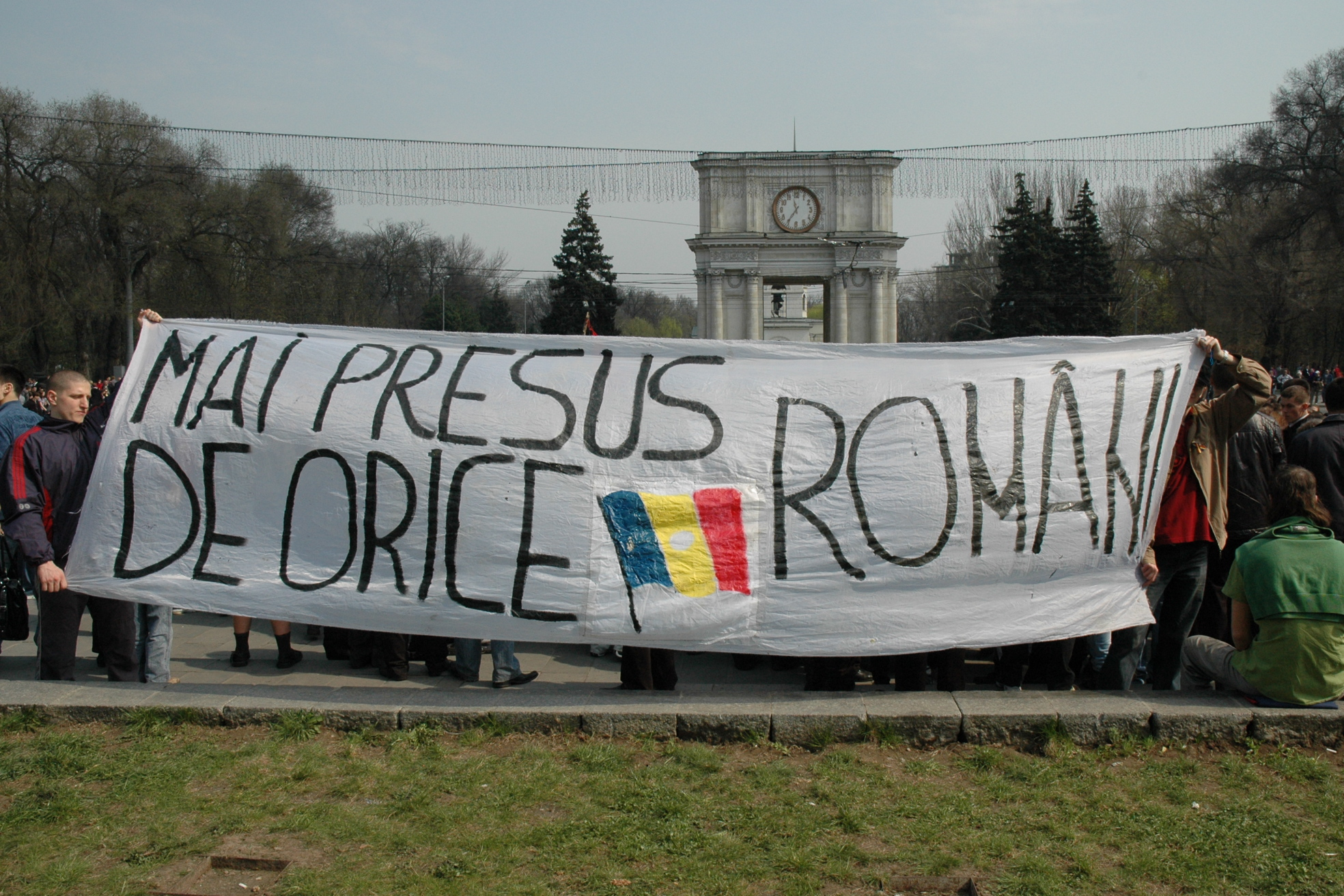
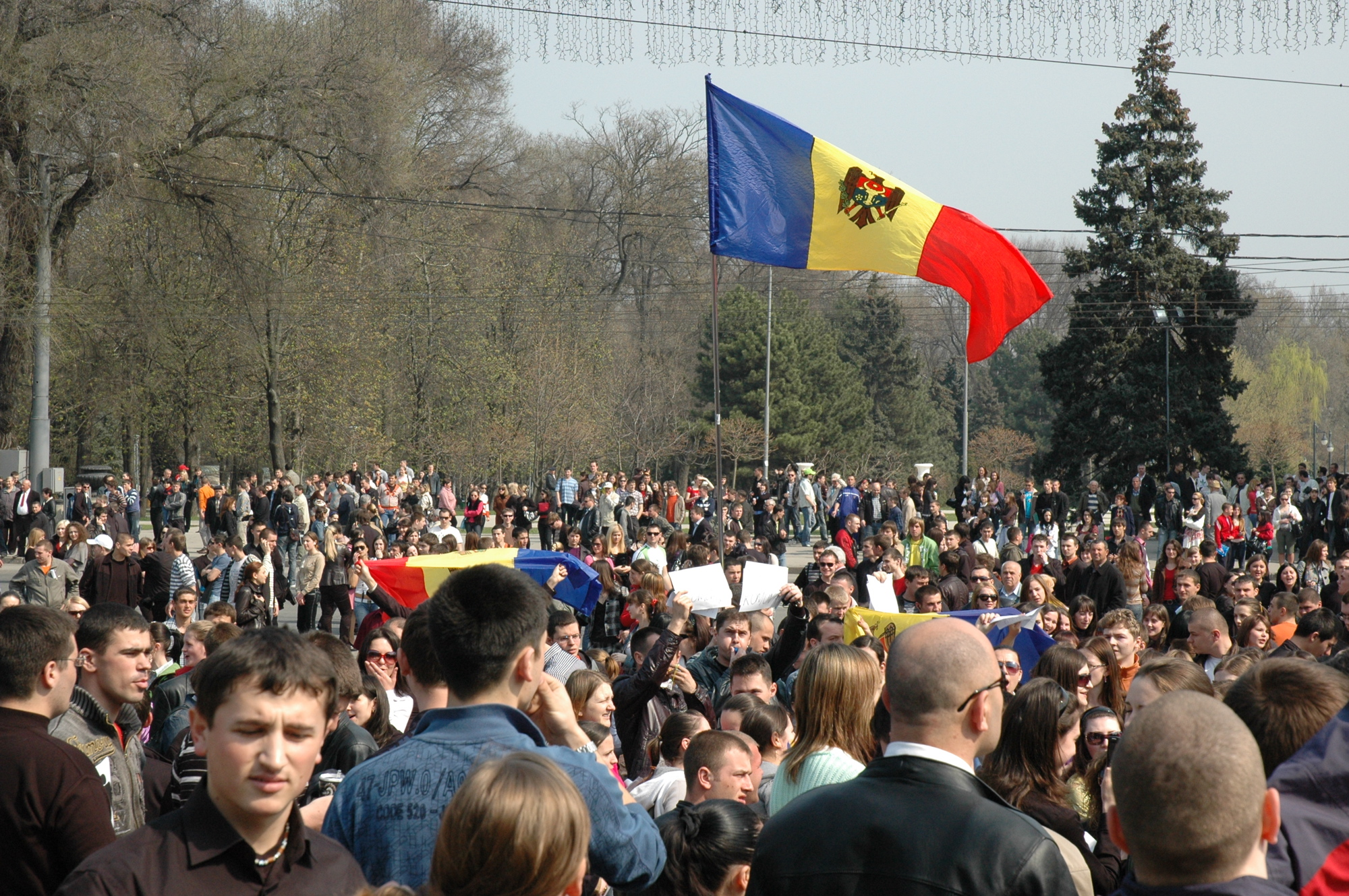
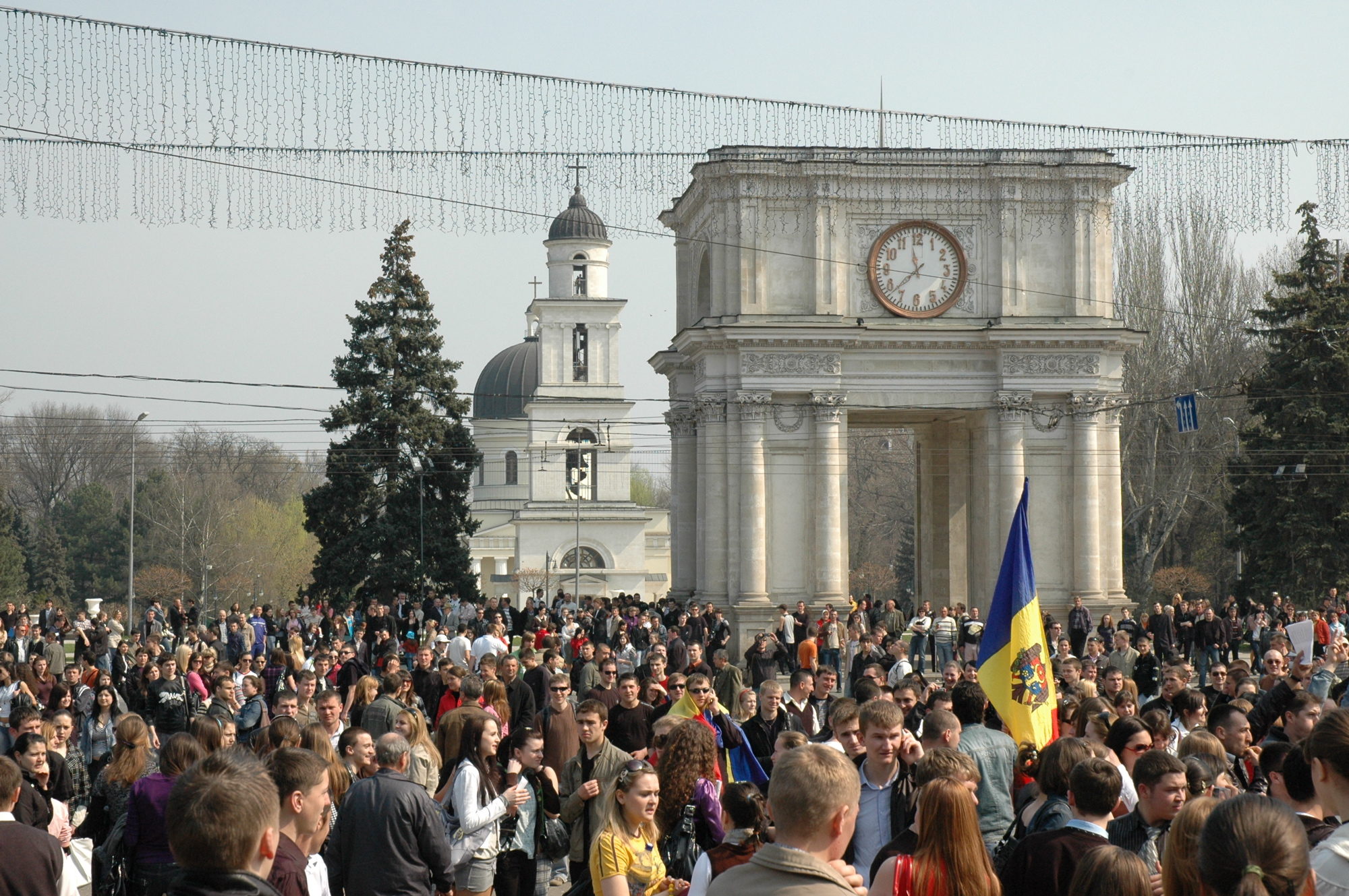
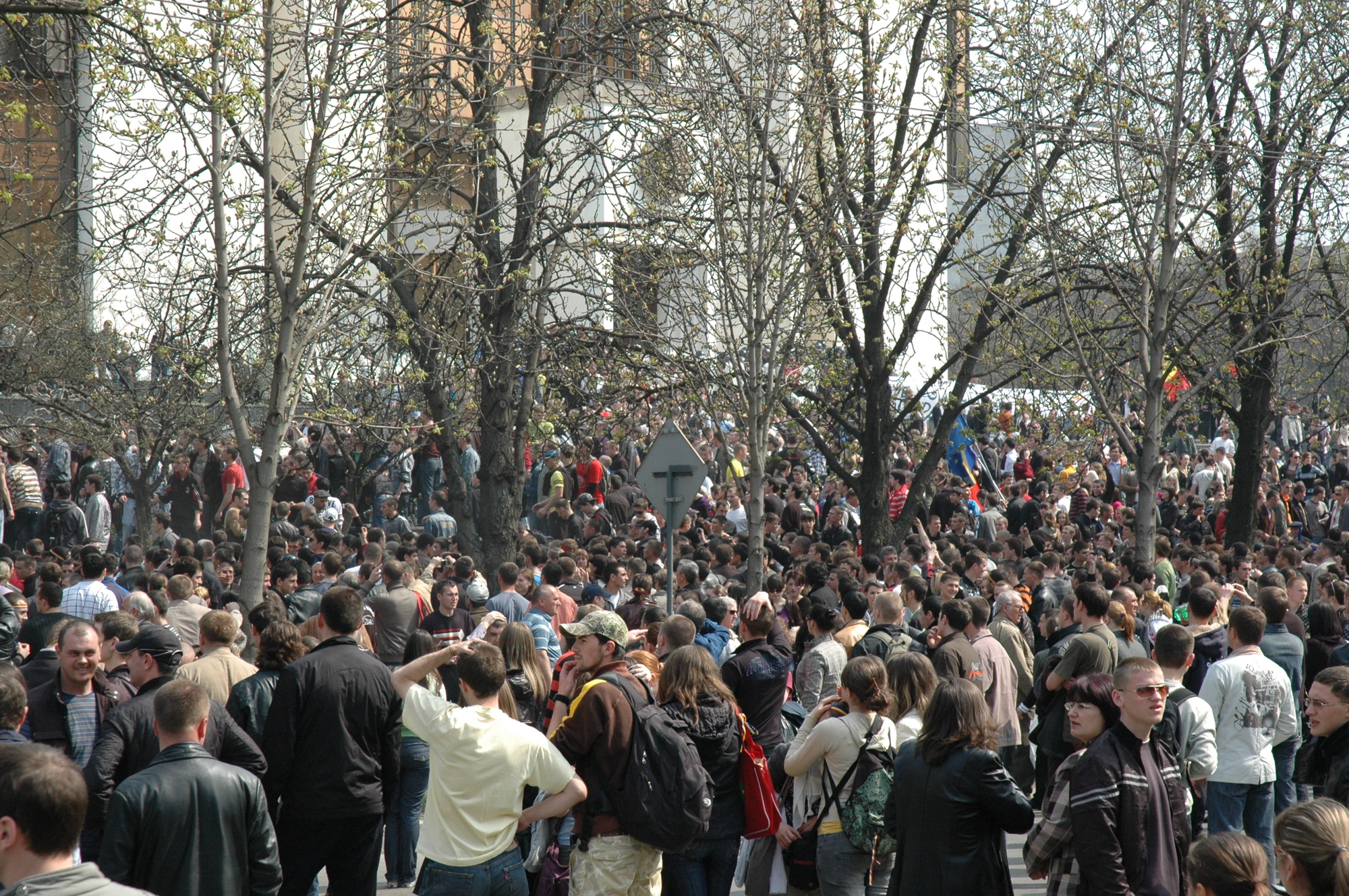
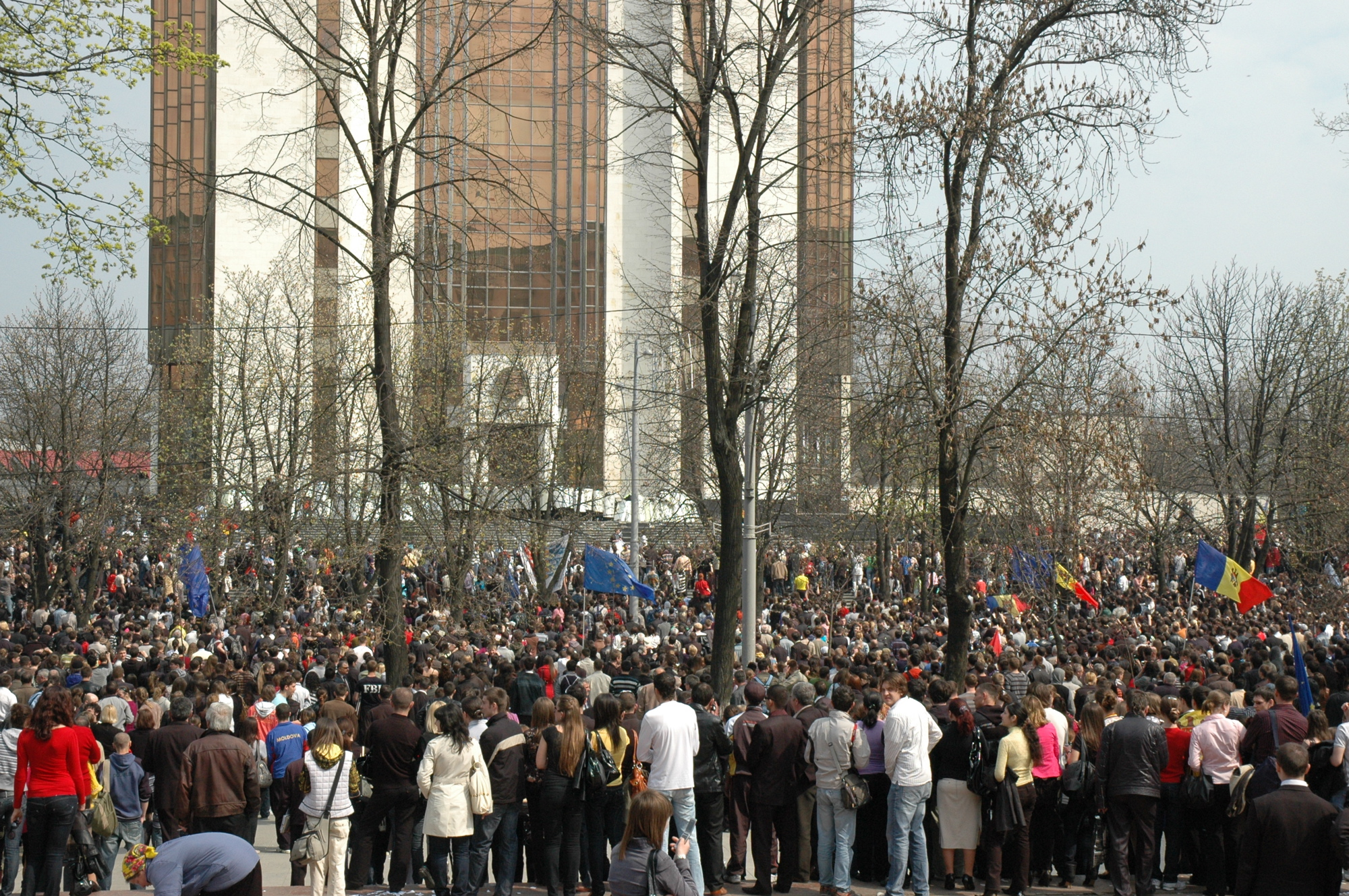
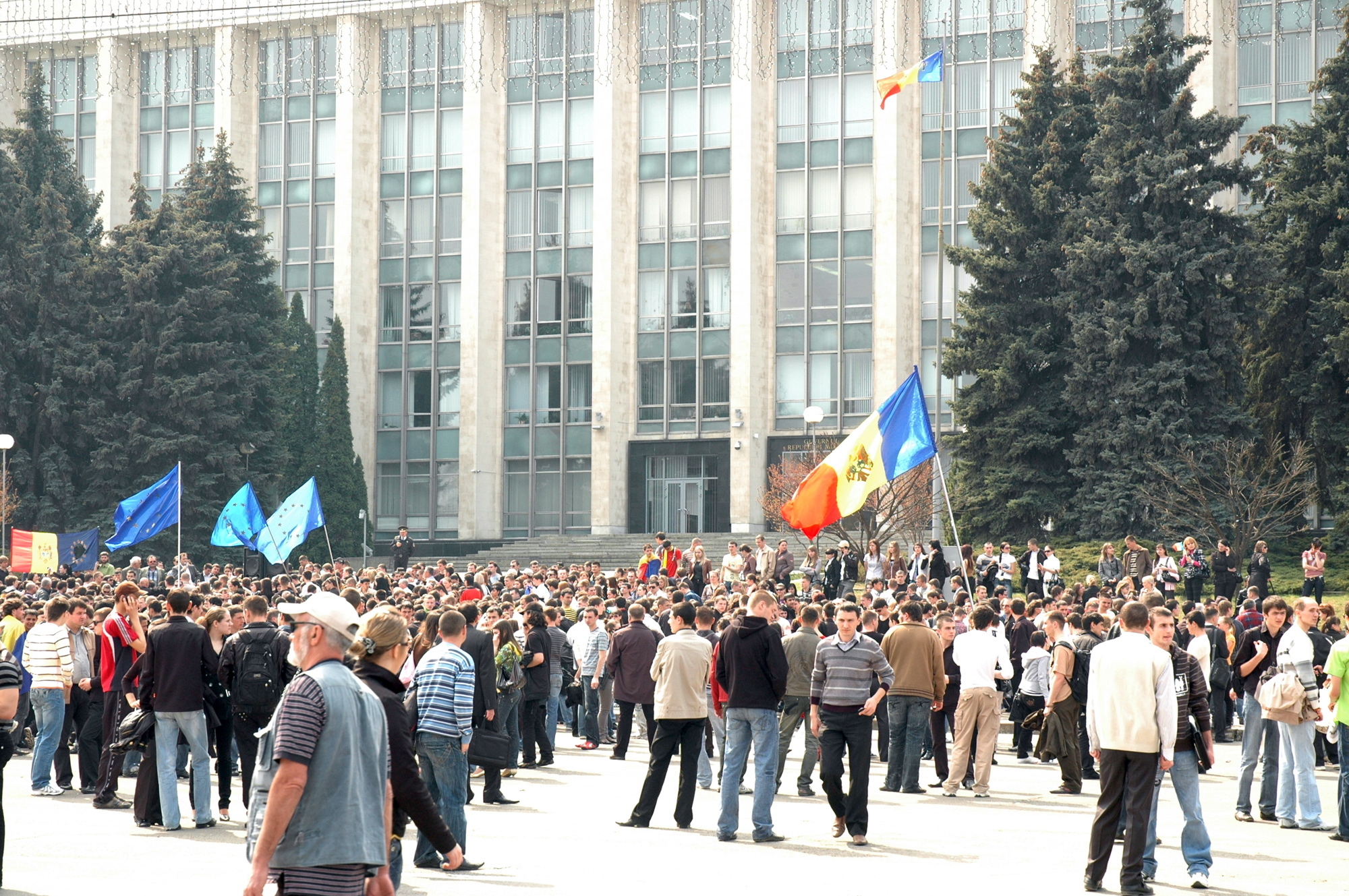

## Hertelling
Op 10 april vroeg Voronin aan het Constitutionele Hof om tot een hertelling over te gaan, wat de demonstranten eisten. Op 12 april stemde het hof hiermee in, en op 15 april werd begonnen met de hertelling. Oppositieleider Serafim Urechean van de Partij-Alliantie ons Moldavië maakte op 14 april bekend dat de drie oppositiepartijen de hertelling zouden boycotten, omdat ze bang waren dat de regering de hertelling zou gebruiken om haar meerderheid te vergroten tot 61 zetels, om zo een nieuwe president te mogen kiezen. De resultaten van de hertelling werden bekendgemaakt op 21 april. Geen serieuze fouten waren opgemerkt en de originele verkiezingsuitslag werd bevestigd.

## Presidentsverkiezingen
Om een nieuwe president te kunnen kiezen, heeft een persoon 61 parlementariërs achter zich nodig in het 101-tellende parlement. De communisten hadden 60 zetels, en kwamen dus één zetel tekort om haar kandidaat tot de nieuwe president te kiezen.
De communisten benoemde premier Zinaida Greceanîi tot haar kandidaat. Om haar tot de nieuwe president te kiezen, had de partij één oppositielid nodig die mee zou stemmen. De oppositie boycotten echter zowel de verkiezingsronde van 20 mei als de ronde op 3 juni. Ze eisten nieuwe parlementsverkiezingen. Omdat er na twee rondes geen nieuwe president was gekozen, moest de pas gekozen parlementsvoorzitter Vladimir Voronin het parlement ontbinden en nieuwe verkiezingen uitschrijven, die op 29 juli werden gehouden.